# Transformada Z
A Transformada Z é um método operacional útil no tratamento de sistemas (de tempo) discretos. É também de grande importância na análise de sinais digitais e no projeto de sistemas de controle digital. Sabe-se que a transformada de Laplace (1749-1827) tem sido usada desde longa data na solução de equações diferenciais contínuas e invariantes no tempo. 

## História da transformada Z
Em engenharia, a ideia por trás do nome “Transformada” consiste, basicamente, em uma operação matemática que tem por finalidade promove algum tipo de simplificação. Dessa forma, o logaritmo consiste, provavelmente, na ferramenta mais antiga de que se tem notı́cia cujo conceito se aproxima da ideia de transformada, uma vez que transforma multiplicações e divisões em somas e subtrações, além de ser útil na resolução de equações cujos expoentes são desconhecidos (Boyer, 1974). Em verdade, o conceito das transformadas vai muito além dos logaritmos no contexto da engenharia, em que desempenham papel importante. Entre as mais conhecidas (e com certeza mais utilizadas) figura a Transformada Z.
Entretanto, métodos para o tratamento de problemas de tempo discreto são relativamente recentes. Um método para a resolução de equações de diferenças lineares e invariantes no tempo foi apresentado por Gardner e Barnes aos seus alunos de engenharia no início da década de 1940.  Eles aplicaram tal procedimento, que era baseado principalmente em jump functions (funções usadas para representar uma sequência de dados amostrados), na resolução de linhas de transmissão e aplicações envolvendo funções de Bessel. Tal abordagem era bastante complexa, e, na tentativa de "dividir para simplificar", uma transformação de um sinal amostrado foi proposta em 1947 por Witold Hurewicz (1904-1956). Tal transformação era escrita como função da sequência amostrada f (no domı́nio do tempo) ao invés do número complexo z da notação moderna:

## Definição 1 (transformada z bilateral)
Seja {\displaystyle x[n]} definida para {\displaystyle n\in {\bf {Z}}}. A Transformada Z bilateral da função {\displaystyle x[n]} é dada por:
{\displaystyle X(z)={\mathcal {Z}}\{x[n]\}=\sum _{n=-\infty }^{\infty }x[n]z^{-n}=\cdots +\ x[-2]z^{2}\ +\ x[-1]z\ +\ x[0]\ +\ x[1]z^{-1}\ +\ x[2]z^{-2}\ +\ \cdots }
Em 1952, cinco anos após a tentativa de Hurewicz, a transformação foi batizada de Transformada Z pelo Sampled-data control group, liderada por John Ralph Raggazini (1912-1988), com Eliahu Ibrahim Jury (que, na época, era aluno de doutorado de Raggazini, mas que acabou sendo um dos principais desenvolvedores da teoria), Lotfi Zadeh (famoso pela criação da lógica Fuzzy) e colaboradores da Columbia University, com o artigo “The Analysis of sampled-Data Systems” (1952), considerado um dos pioneiros trabalhos sobre a transformada Z. Ao que tudo indica, o termo “Z" foi provavelmente utilizado porque ser relativamente incomum contexto da Engenharia Elétrica (na década de 1950), ainda que remonte ao nome do próprio Zadeh.

## Transformada Z Inversa

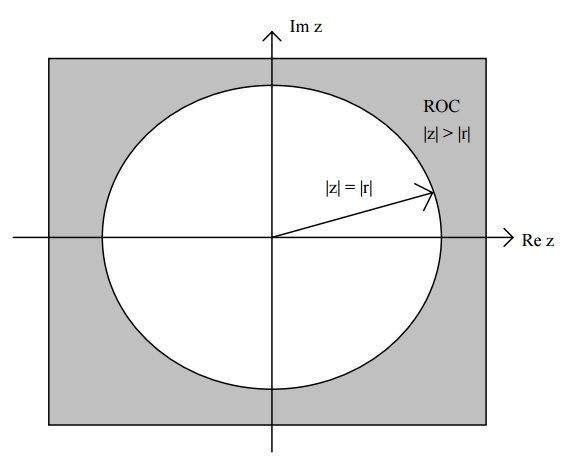
Região de convergência da tranformada Z

{\displaystyle x[n]={\mathcal {Z}}^{-1}\{X(z)\}={\frac {1}{2\pi j}}\oint _{C}X(z)z^{n-1}dz}  onde {\displaystyle C} é qualquer curva fechada contendo a origem de forma que a integral indicada converge.

## Região de convergência (RDC)
A região de convergência  é a parte do plano complexo onde a Transformada converge:
{\displaystyle RDC=\left\{z:\left|\sum _{n=-\infty }^{\infty }x[n]z^{-n}\right|<\infty \right\}}
No caso em que {\displaystyle x[n]=0}, para {\displaystyle n<0},  a série converge para valores de {\displaystyle z} em módulo, maiores que o raio de convergência {\displaystyle R}:
{\displaystyle {\left\vert z\right\vert }>}{\displaystyle \limsup _{n\rightarrow +\infty }{\sqrt[{n}]{\left\vert x[n]\right\vert }}=}{\displaystyle R}
Portanto, a série converge absolutamente para todos os pontos do plano {\displaystyle z} que se encontram fora do círculo de raio {\displaystyle R}, centrado na origem. Esta região é denominada região de convergência (RDC ou ROC, da sigla em inglês Region of Convergence).

## Propriedades da Transformada Z bilateral
Se um par de sinais quaisquer formam o par de transformadas z bilaterais:
{\displaystyle {\begin{aligned}&{\mathcal {Z}}\{g[n]\}=G(z)\\&{\mathcal {Z}}\{h[n]\}=H(z)\\\end{aligned}}}
então as seguintes propriedades são conservadas pela Transformada Z.

### Linearidade
{\displaystyle {\begin{aligned}{\mathcal {Z}}\{\alpha g[n]+\beta h[n]\}&=\sum _{n=0}^{\infty }{\big (}\alpha g[n]+\beta h[n]{\big )}z^{-n}\\&=\alpha \sum _{n=0}^{\infty }g[n]z^{-n}+\beta \sum _{n=0}^{\infty }h[n]z^{-n}\\&=\alpha {\mathcal {Z}}\{g[n]\}+\beta {\mathcal {Z}}\{h[n]\}\\&=\alpha G(z)+\beta H(z)\end{aligned}}}

### Teorema do valor inicial
{\displaystyle g[0]=\lim _{z\to \infty }G(z)}

### Teorema do valor final
{\displaystyle \lim _{n\to \infty }g[n]=\lim _{z\to 1}(z-1)G(z)}

### Deslocamento temporal

#### Atraso
Se {\displaystyle g[n]} é um sinal discreto, então
{\displaystyle {\begin{aligned}{\mathcal {Z}}\{g[n-n_{0}]\}&=z^{-n_{0}}G(z),n_{0}\geq 0\\&=\sum _{n=-\infty }^{\infty }g[n-n_{0}]z^{-n}\end{aligned}}}
Definindo {\displaystyle m=n-n_{0}}
{\displaystyle =\sum _{m=-\infty }^{\infty }g[m]z^{-m}z^{-n_{0}}=z^{-n_{0}}G(z)}

### Mudança de Escala
{\displaystyle {\begin{aligned}{\mathcal {Z}}\{\alpha ^{n}g[n]\}&=G\left({\frac {z}{\alpha }}\right)\\\end{aligned}}}

### Derivada da Transformada Z
{\displaystyle {\begin{aligned}{\mathcal {Z}}\{ng[n]\}&=\sum _{n=-\infty }^{\infty }ng[n]z^{-n}\\&=z\sum _{n=-\infty }^{\infty }ng[n]z^{-n-1}\\&=-z\sum _{n=-\infty }^{\infty }g[n](-nz^{-n-1})\\&=-z\sum _{n=-\infty }^{\infty }g[n]{\frac {d}{dz}}(z^{-n})\\&=-z{\frac {dG(z)}{dz}}\end{aligned}}}

### Transformadas das sucessões de senos e co-senos
Consideremos uma função discreta
{\displaystyle y[n]=(a+\mathrm {i} b)^{n}u[n]}
onde {\displaystyle a} e {\displaystyle b} são constantes reais. Usando o resultado da (Equação), o qual é
também válido para números reais já que a série geométrica também converge no
plano complexo, obtemos
{\displaystyle \mathbb {Z} {\big \{}(a+\mathrm {i} b)^{n}u[n]{\big \}}={\frac {z}{z-a-\mathrm {i} b}}}
multiplicando o numerador e o denominador pelo complexo conjugado do
denominador, podemos separar as partes real e imaginária
{\displaystyle \mathbb {Z} {\big \{}(a+\mathrm {i} b)^{n}u[n]{\big \}}={\frac {z(z-a)}{(z-a)^{2}+b^{2}}}+\mathrm {i} {\frac {bz}{(z-a)^{2}+b^{2}}}}
Por outro lado, se usarmos a representação polar do número complexo {\displaystyle a+\mathrm {i} b} e a linearidade da transformada Z, podemos escrever
{\displaystyle \mathbb {Z} {\big \{}(a+\mathrm {i} b)^{n}u[n]{\big \}}=\mathbb {Z} {\Big \{}r^{n}e^{\mathrm {i} n\theta }u[n]{\Big \}}=\mathbb {Z} {\Big \{}r^{n}\cos(n\theta )u[n]{\Big \}}+\mathrm {i} \mathbb {Z} {\Big \{}r^{n}\sin(n\theta )u[n]{\Big \}}}
onde {\displaystyle r} e {\displaystyle \theta } são o módulo e ângulo polar do número complexo. Comparando as partes reais e imaginárias das duas últimas equações, obtemos as transformadas de duas sucessões com senos e co-senos
{\displaystyle {\begin{aligned}&\mathbb {Z} \{r^{n}\sin(n\theta )u[n]\}={\frac {bz}{(z-a)^{2}+b^{2}}}\\&\mathbb {Z} \{r^{n}\cos(n\theta )u[n]\}={\frac {z(z-a)}{(z-a)^{2}+b^{2}}}\end{aligned}}}
onde as constantes {\displaystyle a} e {\displaystyle b} são definidas por
{\displaystyle {\begin{aligned}&a\equiv r\cos \theta \\&b\equiv r\sin \theta \end{aligned}}}

### Multiplicação por exponencial
A multiplicação da sequência {\displaystyle y[n]} por uma sequência exponencial da forma {\displaystyle x[n]=a^{n}} corresponde a uma dilatação no domínio de {\displaystyle z}:
{\displaystyle \mathbb {Z} \{a^{n}\;h[n]\}=H\left({\frac {z}{a}}\right)}

### Reversão temporal
{\displaystyle {\begin{aligned}{\mathcal {Z}}\{h[-n]\}&=\sum _{n=-\infty }^{\infty }f[-n]z^{-n}\\&=\sum _{m=-\infty }^{\infty }h[m]z^{m}\\&=\sum _{m=-\infty }^{\infty }h[m]{(z^{-1})}^{-m}\\&=H(z^{-1})\\\end{aligned}}}

### Convolução em Tempo Discreto
{\displaystyle {\mathcal {Z}}\{g[n]*h[n]\}=H(z)G(z)}

### Transformada da Derivada
{\displaystyle {\mathcal {Z}}\{{g[n]-g[n-1]}\}={\bigl (}1-z^{-1}{\bigr )}G(z)}

## Significado Físico da transformada Z
Seja {\displaystyle H(z)=z^{-1}}
{\displaystyle {\begin{aligned}U(z)&=z^{-1}E(z)\\\sum _{k=-\infty }^{\infty }u[k]z^{-k}&=z^{-1}\sum _{k=-\infty }^{\infty }e[k]z^{-k}\\\sum _{k=-\infty }^{\infty }u[k]z^{-k}&=z^{-1}\sum _{k=-\infty }^{\infty }e[k-1]z^{-(k-1)}\\\sum _{k=-\infty }^{\infty }u[k]z^{-k}&=\sum _{k=-\infty }^{\infty }e[k-1]z^{-(k-1)}z^{-1}\\\sum _{k=-\infty }^{\infty }u[k]z^{-k}&=\sum _{k=-\infty }^{\infty }e[k-1]z^{-k}\\u[k]&=e[k-1]\end{aligned}}}

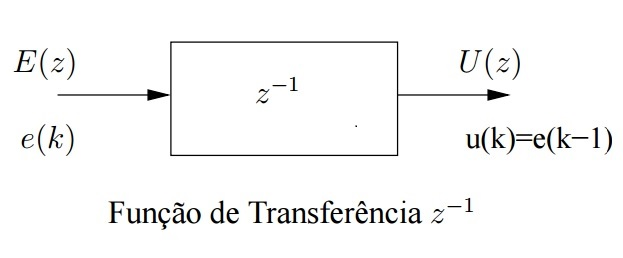
Função de Transferência

Assim, a função transferência {\displaystyle z^{-1}} significa o sinal de entrada atrasado por um período de amostragem, como mostra a figura ao lado

## Relação com a Transformada de Laplace
A Transformada Z é, para sinais em tempo discreto, o mesmo que a Transformada de Laplace é, para sinais contínuos.
Seja um sinal, {\displaystyle x(n)} amostrado da forma:
{\displaystyle {\begin{aligned}x[n]=x(nT)&=\sum _{n=-\infty }^{\infty }x(t)\delta (t-nT)\\&=\sum _{n=-\infty }^{\infty }x(nT)\delta (t-nT)\\\end{aligned}}}
onde {\displaystyle T} é o tempo de amostragem. A Transformada de Laplace {\displaystyle X(s)} do sinal {\displaystyle x(n)} é:
{\displaystyle {\begin{aligned}X(s)&=\int \limits _{-\infty }^{\infty }{\Biggl (}\sum _{n=-\infty }^{\infty }x(nT)\delta (t-nT){\Biggr )}e^{-st}dt\\&=\sum _{n=-\infty }^{\infty }x(nT)\int \limits _{-\infty }^{\infty }{\Bigl (}\delta (t-nT){\Bigr )}e^{-st}dt\\&=\sum _{n=-\infty }^{\infty }x(nT)e^{-nTs}\\\end{aligned}}}
Obtemos assim a definição de Transformada Z como a Transformada de Laplace com a mudança de variável {\displaystyle z=e^{Ts}}.
{\displaystyle {\begin{aligned}X(s)&=\sum _{n=-\infty }^{\infty }x(nT)e^{-nTs}\\&=\sum _{n=-\infty }^{\infty }f(nT)z^{-n}\end{aligned}}}

## Definição (transformada z unilateral)
Seja {\displaystyle x[n]} definida para {\displaystyle n\in {\bf {Z}}}. A Transformada Z uniateral da função {\displaystyle x[n]} é dada por:
{\displaystyle X(z)={\mathcal {Z}}_{U}\{x[n]\}=\sum _{n=0}^{\infty }x[n]z^{-n}=x[0]\ +\ x[1]z^{-1}\ +\ x[2]z^{-2}\ +\ \cdots }

## Propriedades da Transformada Z unilateral
Se um par de funções quaisquer formam o par de transformadas z unilaterais:
{\displaystyle {\begin{aligned}&{\mathcal {Z}}_{U}\{g[n]\}=G_{U}(z)\\&{\mathcal {Z}}_{U}\{h[n]\}=H_{U}(z)\\\end{aligned}}}
então, as propriedades anteriores da transformada bilateral são satisfeitas, exceto a que segue:

### Deslocamento temporal
{\displaystyle {\begin{aligned}{\mathcal {Z}}_{U}\{g[n-1]\}&=z^{-1}G_{U}(z)+g[-1],\\{\mathcal {Z}}_{U}\{g[n-2]\}&=z^{-2}G_{U}(z)+z^{-1}g[-1]+g[-2],\\{\mathcal {Z}}_{U}\{g[n-3]\}&=z^{-3}G_{U}(z)+z^{-2}g[-1]+z^{-1}g[-2]+g[-3],\\\vdots \end{aligned}}}
{\displaystyle {\begin{aligned}{\mathcal {Z}}_{U}\{g[n+1]\}&=z\ G_{U}(z)-z\ g[0],\\{\mathcal {Z}}_{U}\{g[n+2]\}&=z^{2}G_{U}(z)-z^{2}g[0]-z\ g[1],\\{\mathcal {Z}}_{U}\{g[n+3]\}&=z^{3}G_{U}(z)-z^{3}g[0]-z^{2}g[1]-z\ g[2],\\\vdots \end{aligned}}}

## Aplicações da Transformada Z

### Resolução de equações de diferenças lineares não homogêneas
A propriedade de deslocamento no tempo (atraso ou avanço) da transformada z unilateral é empregada para resolução de equações de diferenças lineares com coeficientes constantes. Converte-se equações de diferenças em equações algébricas e encontram-se as soluções no domínio-z. A transformada inversa determina a solução no domínio do tempo.
{\displaystyle y[n+2]+3y[n+1]+2y[n]=3^{n},\ \ n\geq 0,\qquad {\text{com}}\ \ y[0]=1\qquad y[1]=0}
Usando a expressão que obtivemos para a transformada de {\displaystyle y[n]}, podemos
escrever
{\displaystyle {\begin{aligned}&\mathbb {Z} {\big \{}y[n+1]{\big \}}=z{\bar {y}}-z\\&\mathbb {Z} {\big \{}y[n+2]{\big \}}=z\mathbb {Z} {\Big \{}y[n+1]{\Big \}}-zy[1]=z^{2}{\bar {y}}-z^{2}\end{aligned}}}
vemos que
{\displaystyle \mathbb {Z} {\big \{}3^{n}u[n]{\big \}}={\frac {z}{z-3}}}
Assim, a transformada da equação de diferenças será
{\displaystyle (z^{2}+3z+2){\bar {y}}-z^{2}-3z={\frac {z}{z-3}}}
e daí obtemos
{\displaystyle \color {Blue}{{\bar {y}}={\frac {z^{2}+3z}{(z+1)(z+2)}}+{\frac {z}{(z+1)(z+2)(z-3)}}}}
O cálculo da transformada inversa é feito em forma análoga as transformadas
inversas de Laplace, usando expansão em frações parciais, mas deixando de
fora um fator {\displaystyle z} no numerador, que será necessário manter em todas as
frações parciais.
Consequentemente, as frações que deverão ser expandidas são:
{\displaystyle {\begin{aligned}&{\frac {z+3}{(z+1)(z+2)}}={\frac {2}{z+1}}-{\frac {1}{z+2}}\\&{\frac {1}{(z+1)(z+2)(z-3)}}={\frac {1}{5(z+2)}}-{\frac {1}{4(z+1)}}+{\frac {1}{20(z-3)}}\end{aligned}}}
multiplicando cada fração parcial pelo fator {\displaystyle z} que deixamos de fora,
obtemos o lado direito da (Equação)
{\displaystyle {\bar {y}}={\frac {7z}{4(z+1)}}-{\frac {4z}{5(z+2)}}+{\frac {z}{20(z-3)}}}
assi,, encontramos a solução do problema de
valores iniciais
{\displaystyle y[n]=\left({\frac {7}{4}}(-1)^{n}-{\frac {4}{5}}(-2)^{n}+{\frac {3^{n}}{20}}\right)u[n]\qquad }

### Circuito elétrico

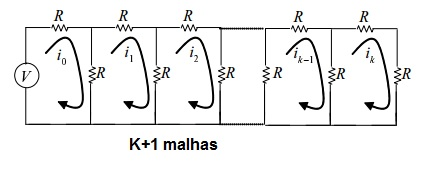
Circuito escada simétrico de (k+1) malhas

Considerando um circuito elétrico de forma escada, conforme figura ao lado, constituído por (k+1) malhas fechadas.
Sendo todas as resistências iguais, {\displaystyle R={\frac {V}{i}}}, onde {\displaystyle V} represente a tensão elétrica medida sobre a resistência e {\displaystyle i}, a intensidade de corrente que passa nessa resistência.

Analisando a primeira malha, tem-se que:

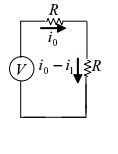
Primeira malha do circuito

{\displaystyle V=Ri_{0}+R(i_{0}-i_{1})}, ou ainda,
{\displaystyle i_{1}=2i_{0}-{\frac {V}{R}}}
Da segunda malha segue:
{\displaystyle R(i_{1}-i_{0})+Ri_{1}+R(i_{1}-i_{2})=0}, ou seja
{\displaystyle 3i_{1}-i_{0}-i_{2}=0}
Assim percebe-se que, não é preciso conhecer {\displaystyle V} para obter {\displaystyle i_{2}}, pois 
{\displaystyle i_{2}=3i_{1}-i_{0}}
Tem-se ainda, uma série: {\displaystyle {\begin{aligned}i_{n+2}=3i_{n+1}-i_{n}\\i_{n+2}-3i_{n+1}+i_{n}=0\end{aligned}}}

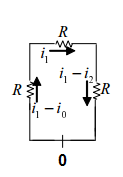
k_ésima malha do circuito

, que é uma equação  de diferenças de segunda ordem, cuja solução da o valor de {\displaystyle i_{n}} para qualquer elemento {\displaystyle n} do circuito.
Aplicando a Transformada {\displaystyle {\mathcal {Z}}}, obtém-se:
{\displaystyle z^{2}{\mathcal {Z}}[i_{n}](z)-z^{2}i_{0}-zi_{1}-3z{\mathcal {Z}}[i_{n}](z)+3zi_{0}+{\mathcal {Z}}[i_{n}](z)=0}ou seja,
{\displaystyle {\begin{aligned}(z^{2}-3z+1){\mathcal {Z}}[i_{n}](z)&=z^{2}i_{0}+zi_{1}-3zi_{0}\\z^{2}i_{0}+zi_{1}-3zi_{0}&=i_{0}(z^{2}-3z)+(2i_{0}-{\frac {V}{R}})z\\&=i_{0}(z^{2}-z)-z{\frac {V}{R}}\\&=i_{0}{\Biggl (}z^{2}-z{\Biggl (}(1+{\frac {V}{i_{0}R}}{\Biggr )}{\Biggr )}\end{aligned}}}
Assim, {\displaystyle {\mathcal {Z}}[i_{n}](z)={\frac {z^{2}-z{\Bigl (}1+{\frac {V}{i_{0}R}}{\Bigr )}}{z^{2}-3z+1}}i_{0}}
Consequentemente, {\displaystyle i_{n}={\mathcal {Z}}^{-1}{\Biggl [}{\frac {z^{2}-z{\Bigl (}1+{\frac {V}{i_{0}R}}{\Bigr )}}{z^{2}-3z+1}}i_{0}{\Biggr ]}}
Aplicando a Transformada inversa
{\displaystyle {\begin{aligned}i_{n}&={\mathcal {Z}}^{-1}{\Biggl [}{\frac {z^{2}-z\cosh(w)}{z^{2}-2z\cosh(w)+1}}i_{0}+{\frac {z\cosh(w)-z{\bigl (}1+{\frac {V}{i_{0}R}}{\bigr )}}{z^{2}-2z\cosh(w)+1}}{\Biggr ]}\\&=i_{0}\cosh(nw)+{\mathcal {Z}}^{-1}{\Biggl [}{\frac {z{\bigl (}{\frac {3}{2}}-1-{\frac {V}{i_{0}R}}{\bigr )}}{z^{2}-2z\cosh(w)+1}}{\Bigg ]}\\&=i_{0}\cosh(nw)+{\Bigg (}{\frac {1}{2}}-{\frac {V}{i_{0}R}}{\Bigg )}i_{0}{\mathcal {Z}}^{-1}{\Bigg [}{\frac {{\frac {2}{\sqrt {5}}}z\sinh(w)}{z^{2}-2z\cosh(w)+1}}{\Bigg ]}\\&=i_{0}\cosh(nw)+{\Bigg (}{\frac {1}{2}}-{\frac {V}{i_{0}R}}{\Bigg )}i_{0}{\frac {2}{\sqrt {5}}}\sinh(nw)\end{aligned}}}
Sendo a solução desta equação de diferenças dada por
{\displaystyle i_{n}=i_{0}\cosh(nw)+{\Bigg (}{\frac {i_{0}}{\sqrt {5}}}-{\frac {V}{R{\sqrt {5}}}}{\Bigg )}\sinh(nw)}

## Tabela de Transformadas Z selecionadas
A tabela a seguir provê as transformadas Z para as funções mais comuns de uma variável.
Para definições e exemplos, veja a nota explicatória no fim da tabela.
| impulso unitário | {\displaystyle \delta [n]} | {\displaystyle 1} |
| impulso atrasado | {\displaystyle \delta [n-n_{0}]} | {\displaystyle z^{-n_{0}}} |
| degrau unitário | {\displaystyle u[n]} | {\displaystyle {z \over z-1}} |
| rampa | {\displaystyle n\cdot u[n]} | {\displaystyle {z \over (z-1)^{2}}} |
| rampa quadrática | {\displaystyle n^{2}\cdot u[n]} | {\displaystyle {\frac {z(z+1)}{(z-1)^{3}}}} |
| rampa cúbica | {\displaystyle n^{3}\cdot u[n]} | {\displaystyle {\frac {z(z^{2}+4z+1)}{(z-1)^{4}}}} |
| exponencial | {\displaystyle a^{n}\cdot u[n]} | {\displaystyle {\frac {z}{z-a}}} |
| exponencial atrasada | {\displaystyle a^{n-1}\cdot u[n-1]} | {\displaystyle {\frac {1}{z-a}}} |
| rampa exponencial | {\displaystyle n\cdot a^{n}\cdot u[n]} | {\displaystyle {\frac {az}{(z-a)^{2}}}} |
| rampa quadrática exponencial | {\displaystyle n^{2}\cdot a^{n}\cdot u[n]} | {\displaystyle {\frac {az(z+a)}{(z-a)^{3}}}} |
| rampa quadrática exponencial | {\displaystyle {\frac {n(n-1)(n-2)...(n-q=1)}{a^{q}\cdot q!}}\cdot a^{n}\cdot u[n]} | {\displaystyle {\frac {z}{(z-a)^{q+1}}}} |
| Seno exponencial | {\displaystyle b^{n}\cdot \sin(\omega n)\cdot u[n]} | {\displaystyle {\frac {zb\sin(\omega )}{z^{2}-2b\cos(\omega )z+b^{2}}}} |
| Cosseno exponencial (I) | {\displaystyle b^{n}\cdot \cos(\omega n)\cdot u[n]} | {\displaystyle {\frac {z[z-b\cos(\omega )]}{z^{2}-2b\cos(\omega )z+b^{2}}}} |
| Cosseno exponencial (II) | {\displaystyle b^{n}\cdot \cos(\omega n+\theta )\cdot u[n]} | {\displaystyle {\frac {z[z\cos(\theta )-b\cos(\omega -\theta )]}{z^{2}-2b\cos(\omega )z+b^{2}}}} |
| Cosseno exponencial (III) | {\displaystyle b^{n}\cdot \cos(\omega n+\theta )\cdot u[n]} | {\displaystyle {\frac {e^{j\theta }z}{2(z-b)}}-{\frac {e^{-j\theta }z}{2(z-b^{*})}}} |
| Cosseno exponencial (IV) | {\displaystyle Cb^{n}\cdot \cos(\omega n+\theta )\cdot u[n]} | {\displaystyle {\frac {z(Az+B)}{z^{2}+2az+b^{2}}}} {\displaystyle C={\sqrt {\frac {A^{2}b^{2}-2AaB+B^{2}}{b^{2}-a^{2}}}}} {\displaystyle \omega =\cos ^{-1}\left(-{\frac {a}{b}}\right)} {\displaystyle \theta =\tan ^{-1}\left({\frac {Aa-B}{A{\sqrt {b^{2}-a^{2}}}}}\right)} |
| Nota explicatória: \| - u[n] representa a Função de Heaviside. - {\displaystyle \delta [n]} representa a Delta de Dirac. - {\displaystyle ^{*}} denota o conjugado complexo. \| - n, um número inteiro, tipicamente representa tempo discreto, embora possa representar qualquer dimensão independente. Em geral, n > 0. - z é a Frequência angular complexa discreta. - a, b, ω e θ são números reais, sendo b > 0, 0 < ω < π e 0 < θ < 2π. - m e q são números inteiros positivos. \| | | |
| - u[n] representa a Função de Heaviside. - {\displaystyle \delta [n]} representa a Delta de Dirac. - {\displaystyle ^{*}} denota o conjugado complexo. | - n, um número inteiro, tipicamente representa tempo discreto, embora possa representar qualquer dimensão independente. Em geral, n > 0. - z é a Frequência angular complexa discreta. - a, b, ω e θ são números reais, sendo b > 0, 0 < ω < π e 0 < θ < 2π. - m e q são números inteiros positivos. | |